# Rhacophorus rhodopus
Rhacophorus rhodopus  (лат.) — вид бесхвостых земноводных семейства веслоногих лягушек. Встречается в Юго-Восточной Азии, от Индии до южного Китая и на юг до Малайзии. Ранее не был известен из Лаоса, а теперь найден в провинции Пхонгсали и в Луангпхабанге. Его таксономия оспаривается.

## Описание
Rhacophorus rhodopus небольшая древесная лягушка с остроконечной мордой и длиной тела около 31–55 мм у взрослых, причем самки крупнее самцов. Верхняя сторона тела красноватого, розоватого или желто-коричневого цвета без каких-либо зеленых оттенков у живых экземплярах; у зафиксированных экземпляров цвет становится пурпурно-коричневым. По всей спине есть много более темных пятен, обычно образующих X-образный рисунок за головой, а иногда и полосы по нижней части спины. Иногда на спине также есть несколько больших белых пятен. Окрас задних конечностей и верхней части передних по большей части или полностью совпадает с окрасом спины; на нижней части всех четырех конечностей обычно есть темные полосы. Бока, живот и пальцы темно-желтые, становятся темно-розовыми у зафиксированных экземпляров. За передними конечностями почти всегда видны большие черные пятна на боках. Хорошо развитые перепонки между пальцами ярко-оранжево-красные, без пятен. Глаза светло-коричневые.
Его можно отличить от Rhacophorus bipunctatus, с которым его долго путали, по меньшему размеру (R. bipunctatus имеет длину тела около 37–60 мм) и пятнисто-коричневой спине без какого-либо зеленого или оливкового цвета. У R. bipunctatus окрас верхней части тела от ярко-зеленого до коричневато-зеленого без более темных пятен. При сравнении особей совпадающего размера голова R. bipunctatus оказывается значительно крупнее.

## Экология и статус
Его естественной средой обитания являются субтропические или тропические влажные низинные леса, субтропические или тропические влажные горные леса и мозаичные пресные болота. Он распространен почти от уровня моря до высот не менее 1500 м над уровнем моря.
R. rhodopus был включен в оценку статуса МСОП для R. bipunctatus, с которым он был синонимизирован, и был оценен как вид вызывающий наименьшие опасения из-за своего широкого ареала в 2004 году.